# Musth

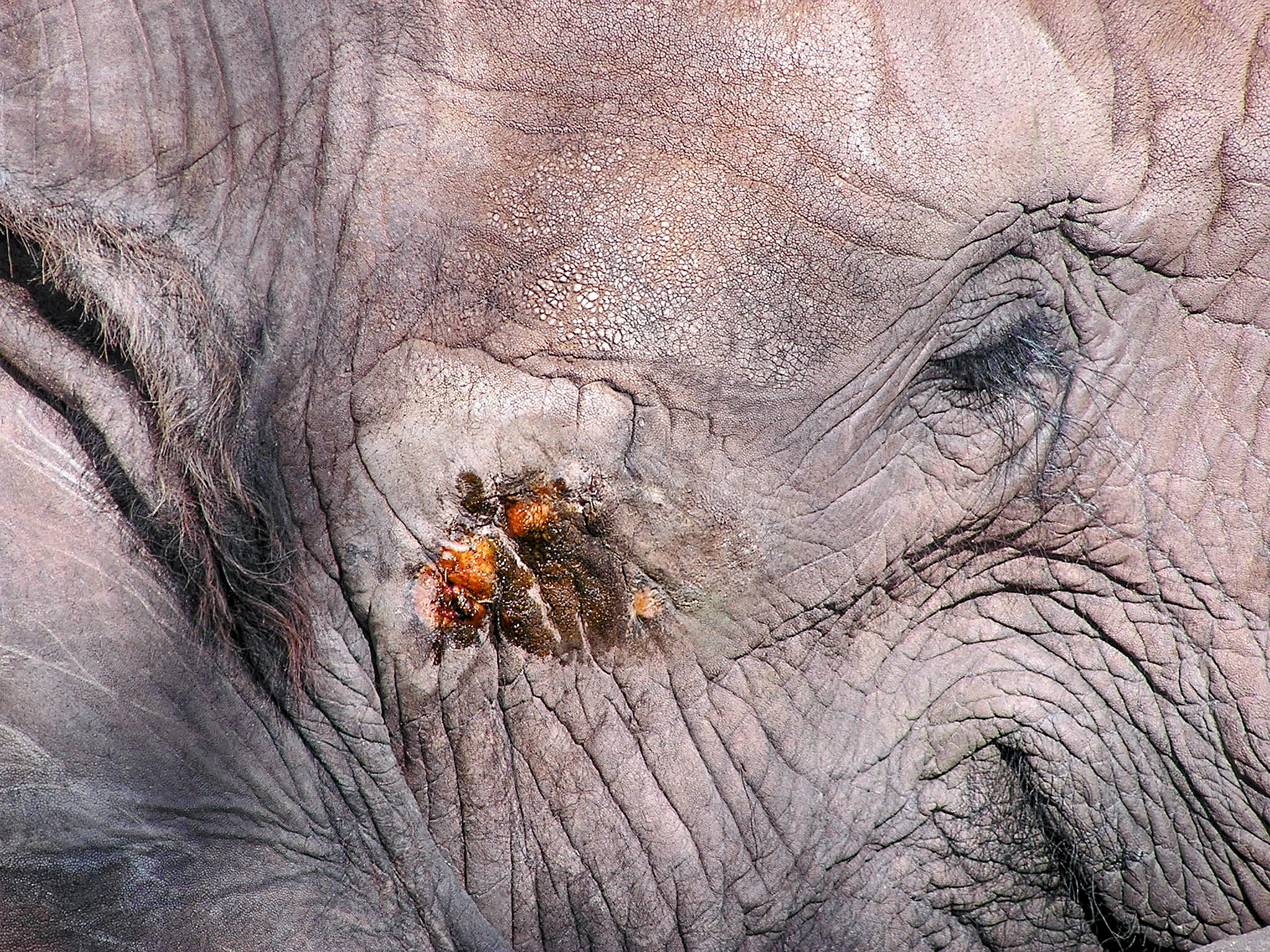
Angeschwollene rechte Schläfendrüse eines Musthbullen mit Sekretausscheidung

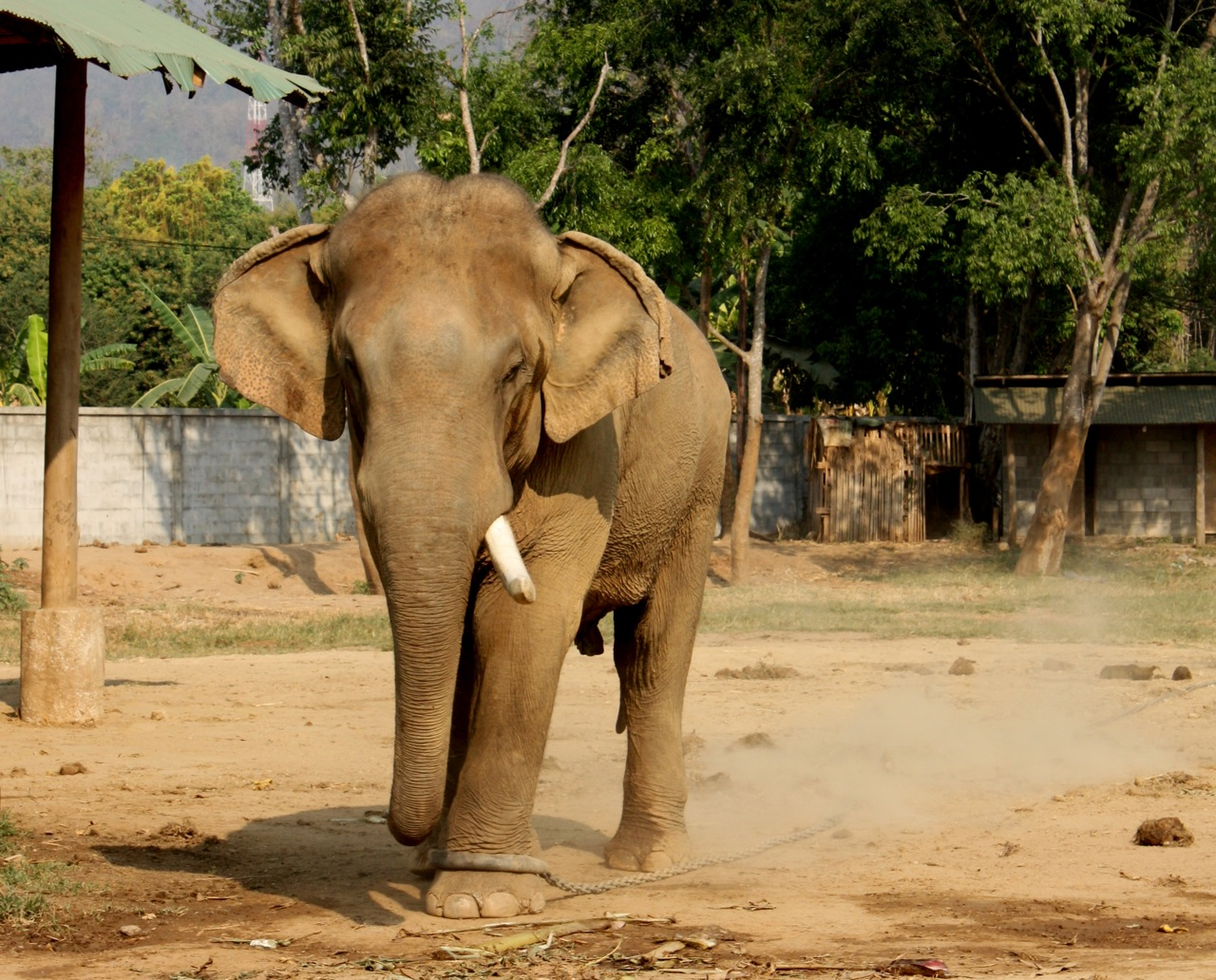
Ein wegen Musth angebundener asiatischer Elefant

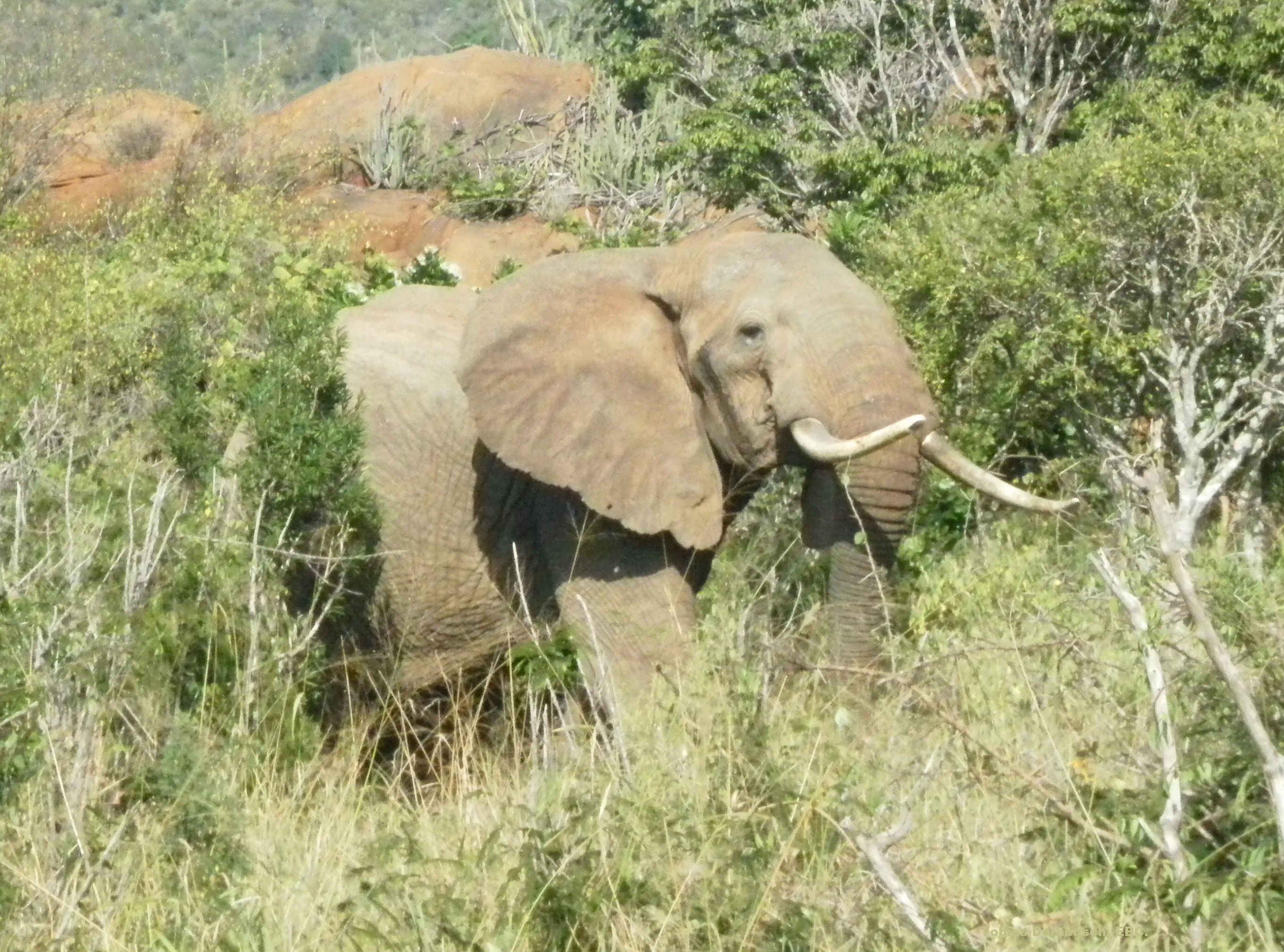
Afrikanischer Elefantenbulle in der Musth

Als Musth wird die ab der „Pubertät“ der Elefantenbullen ungefähr einmal im Jahr vorkommende und hauptsächliche Phase der Fortpflanzung  bezeichnet. Sie ist nicht jahreszeitlich gebunden und tritt zu unterschiedlichen Zeitpunkten auf. Die Musth wird durch einen Testosteron-Schub ausgelöst und kann mehrere Monate dauern. Verbunden ist diese Phase mit einer erhöhten Aggressivität, die sich mitunter auch gegen andere Lebewesen und bei Tieren in Gefangenschaft auch gegen Menschen richten kann.

## Merkmale und Auswirkungen
Elefantenbullen erreichen etwa im gleichen Alter wie Menschen die Pubertät, die bis Ende des zweiten Lebensjahrzehnts andauern kann. Das periodische Intervall der Musth, ihre Intensität und ihre Dauer können von Elefantenbulle zu Elefantenbulle stark variieren. Die Dauer reicht von wenigen Wochen bis zu mehreren, im Extremfall bis zu neun Monaten. Zumeist währt sie bei Tieren in der ersten Musth deutlich kürzer, bei älteren beläuft sich der Durchschnitt auf zwei bis drei Monate.
Manche Bullen kommen einmal im Jahr in die Musth, andere häufiger. Dabei gibt es keine bevorzugte Jahreszeit, so dass Musth-Bullen ganzjährig auftreten können. Dies ist ein deutlicher Unterschied zur Brunft verschiedener Huftiere, die teils saisonal gebunden ist und somit innerhalb einer Population synchronisiert einhergeht.
Häufig verläuft die Musth in zwei Phasen, was gut an gezähmten Asiatischen Elefanten studiert wurde. In der ersten Phase vergrößern sich die Temporaldrüsen kontinuierlich und die Tiere sind schnell reizbar. Teilweise kommt es zur Erektion des Penis. Nach rund einem Monat setzt die zweite Phase ein, in der der Sekretfluss aus der Temporaldrüse ansteigt und die Aggressivität ihren Höhepunkt erreicht. Diese richtet sich dann nicht nur gegen Geschlechtsgenossen, sondern auch gegen Objekte verschiedenster Natur. 
Häufig verbunden ist die zweite Phase mit einem teils beständigen Urintröpfeln. Dabei verströmt der Urin einen stechenden Geruch, der durch eine chemische Änderung der Zusammensetzung, unter anderem die Zunahme von Cyclohexanon, bedingt ist. Ein weiteres markantes Kennzeichen der Musth ist der Anstieg des Testosterongehaltes, der auch die aggressive Haltung verursacht. Beim Asiatischen Elefanten erhöht sich der Spiegel von 0,2 bis 1,4 ng/ml Blut in der Vor-Musth-Phase auf 30 bis über 65 ng/ml in der Musthzeit. Die entsprechenden Werte für den Afrikanischen Elefanten betragen 0,1 bis 2 ng/ml beziehungsweise 20 bis 50 und im Extremfall über 100 ng/ml.
Sowohl der Urin als auch die Drüsensekrete wirken somit als olfaktorischer Signalgeber für die Musth nicht nur gegenüber Geschlechtsgenossen, sondern auch gegenüber weiblichen Tieren. Als Botenstoffe fungieren hierbei verschiedene Pheromone wie unter anderem Frontalin, das über die Temporaldrüse der Bullen ausströmt und einen starken Paarungsreiz bei brünftigen Kühen bewirkt. Gleichzeitig sind Bullen auch empfänglich für bestimmte chemische Reize, da beispielsweise Looplure, abgegeben von paarungswilligen Kühen, bei ihnen ein Flehmen hervorruft. Häufig reduzieren Elefantenbullen während der Musth die Nahrungsaufnahme.
Bullen in der Musth können eine bestehende Rangordnung durchbrechen, selbst jüngere Tiere setzen sich dann teils gegenüber anderen Bullen größerer Statur und höheren Alters durch. Dies konnte unter anderem 1987 durch Untersuchungen im Kruger-Nationalpark in Südafrika aufgezeigt werden. Da Bullen während der Musth zur Partnersuche auf Wanderung gehen und so paarungswillige Kühe außerhalb ihres angestammten Gebietes suchen, dient diese Phase auch der Verbreitung der Gene und beugt Inzucht vor. Nur selten vermögen große Bullen außerhalb der Musth sich gewisse Zeit gegenüber Musth-Bullen durchzusetzen; eine wissenschaftlich gut dokumentierte Ausnahme stellte beispielsweise der Elefantenbulle Creg im Etosha-Nationalpark in Namibia dar.
Mitunter zeigen Jungbullen in ihrer ersten Musth eine extreme Aggression gegen andere größere Säugetiere, wie etwa zwischen 1991 und 2001 im Hluhluwe-iMfolozi-Park oder im Pilanesberg-Nationalpark, beide in Südafrika, dokumentiert. Hier töteten Elefanten-Jungbullen dutzende Breit- und Spitzmaulnashörner. In beiden Fällen handelte es sich um eingeführte Elefanten, in deren sozialer Umgebung ältere und ranghöhere Bullen fehlten. Ihre Anwesenheit kann somit die Intensität und Dauer der Musth bei rangniederen Tieren dämpfen und kontrollieren.

## Forschungsgeschichte
Während die Musth beim Asiatischen Elefanten schon seit langer Zeit bekannt war, blieb bis weit in das 20. Jahrhundert ungeklärt, ob sie auch beim Afrikanischen Elefanten auftritt. Hier wurde der Begriff Musth anfänglich nur für das Phänomen der Drüsensekretion gebraucht, die aber nicht nur bei Bullen, sondern auch bei Kühen und Jungtieren auftreten kann. Erst durch Forschungsarbeiten im Amboseli-Nationalpark in Kenia und im Addo-Elefanten-Nationalpark in Südafrika seit Mitte der 1970er Jahre konnte bestätigt werden, dass die Musth in ihrer vollen Ausprägung auch für den Afrikanischen Elefanten charakteristisch ist. Im Folgenden wurde die biochemische Funktionsweise der Musth maßgeblich durch L. Elizabeth L. Rasmussen erforscht, ethologischen Aspekten widmeten sich unter anderem Julie A. Hollister-Smith und Susan C. Alberts.
Als äußerlich sichtbarer Indikator für die Musth kann die Temporaldrüse angesehen werden, die nur bei Elefanten existiert. Anhand von Eismumien des Wollhaarmammuts aus dem Permafrostgebiet Sibiriens ist diese Drüsenbildung ebenfalls belegt, so dass höchstwahrscheinlich auch männliche Mammute die Musth durchliefen. Als zusätzliche Hinweise gelten in den Wachstumsringen der Stoßzähne gespeicherte und zyklisch ansteigende Werte des Testosterongehalts, wie es bei rezenten Elefanten und an einem Exemplar des Wollhaarmammuts von der Wrangelinsel dokumentiert wurde.
Für Rüsseltiere ohne derartige Erhaltungsbedingungen ist das schwieriger zu beurteilen. Hier deuten aber jährlich auftretende Wachstumsanomalien an den Stoßzähnen bei einzelnen Vertretern der Gomphotheriidae wie etwa Notiomastodon oder charakteristische, an Rivalenkämpfe erinnernde Verletzungen bei Angehörigen der Mammutidae, so bei Mammut, auf ein mögliches Auftreten der Musth hin.

## Etymologie
Das Wort leitet sich ab vom persischen مست (mast, gesprochen /'mʌst/) und bedeutete eigentlich „unter Drogen“ oder „im Rausch“. Im modernen indischen Sprachgebrauch bezeichnet man damit bei Menschen und anderen Lebewesen Freude, Spaß, Vergnügen oder die Zufriedenheit, wenn man etwas erreicht hat. In diesem Sinne findet man daher das Wort in der Popkultur oft in Liedtexten und im Namen einiger indischer Fernsehshows und Bollywood-Filme wie Masti (2004) und dem Kannada-Film Masti (2007).